# Espace muséal des Petites Franciscaines de Marie
L'Espace muséal des Petites Franciscaines de Marie est un musée d'histoire situé à Baie-Saint-Paul. Il a pour mission de préserver et de mettre en valeur l'histoire et l'héritage de la congrégation des Petites Franciscaines de Marie.

## Historique
La congrégation des Petites Franciscaines de Marie naît à Worcester dans l'État du Massachusetts aux États-Unis le 13 août 1889. La même année, le curé Ambroise Fafard acquiert le 28 octobre 1889 une maison construite entre 1793 et 1804 par Louis Bélair, marchand et beau-frère du seigneur sur le domaine du Gouffre, Joseph Drapeau. Il transforme la maison en Hospice Saint-Anne avec une première transformation en 1890, puis l'ajout d'une aile en 1895. Pour l'assister dans sa tâche d'accueillir des nécessiteux laissés seuls, le père Fafard offre aux Tertaires de Worcester de venir à Baie-Saint-Paul. Elles prononceront leur vœux en prenant le nom de Petites Franciscaines de Marie.
La maison s'agrandit et s'ajoute bientôt un bâtiment séparé, le couvent des Petites Franciscaines de Marie qui accueillera les sœurs jusqu'en 2016. En 2003 débute une prise d'inventaire des objets appartenant à la congrégation qui mène à l'idée d'une exposition permanente consacrée à l'histoire des Petites Franciscaines de Marie. L'Espace muséal et patrimonial des Petites Franciscaines de Marie est inauguré le 13 novembre 2006, date du 115e anniversaire de l’arrivée de quatre premières fondatrices à Baie-Saint-Paul.

## Salles d'exposition
L'espace muséal se divise en quatre salles principales.
- Salle I : retrace la genèse de la communauté et son installation à Baie Saint-Paul.
- Salle II : évoque le rayonnement de la communauté et les différents lieux d'accueil créés au fil des ans.
- Salle III : expose différents objets ayant appartenu aux sœurs.
- Salle IV : rappelle le rôle de la communauté dans l'enseignement primaire et les missions à l'étranger.

Des expositions temporaires et une visite de la chapelle complètent l'offre muséale.

## Architecture
De type mansardé, le musée possède deux étages surmontés d'un clocheton et d'une lucarne avec une niche abritant une statuette de sainte Anne, rappelant l'ancien Hospice Saint-Anne qui y avait été installé en 1889. Une petite terrasse bordée de deux rampes et de plain-pied avec la rue donne accès à l'entrée, surmontée d'un balcon avec rampe en bois.

## Galerie

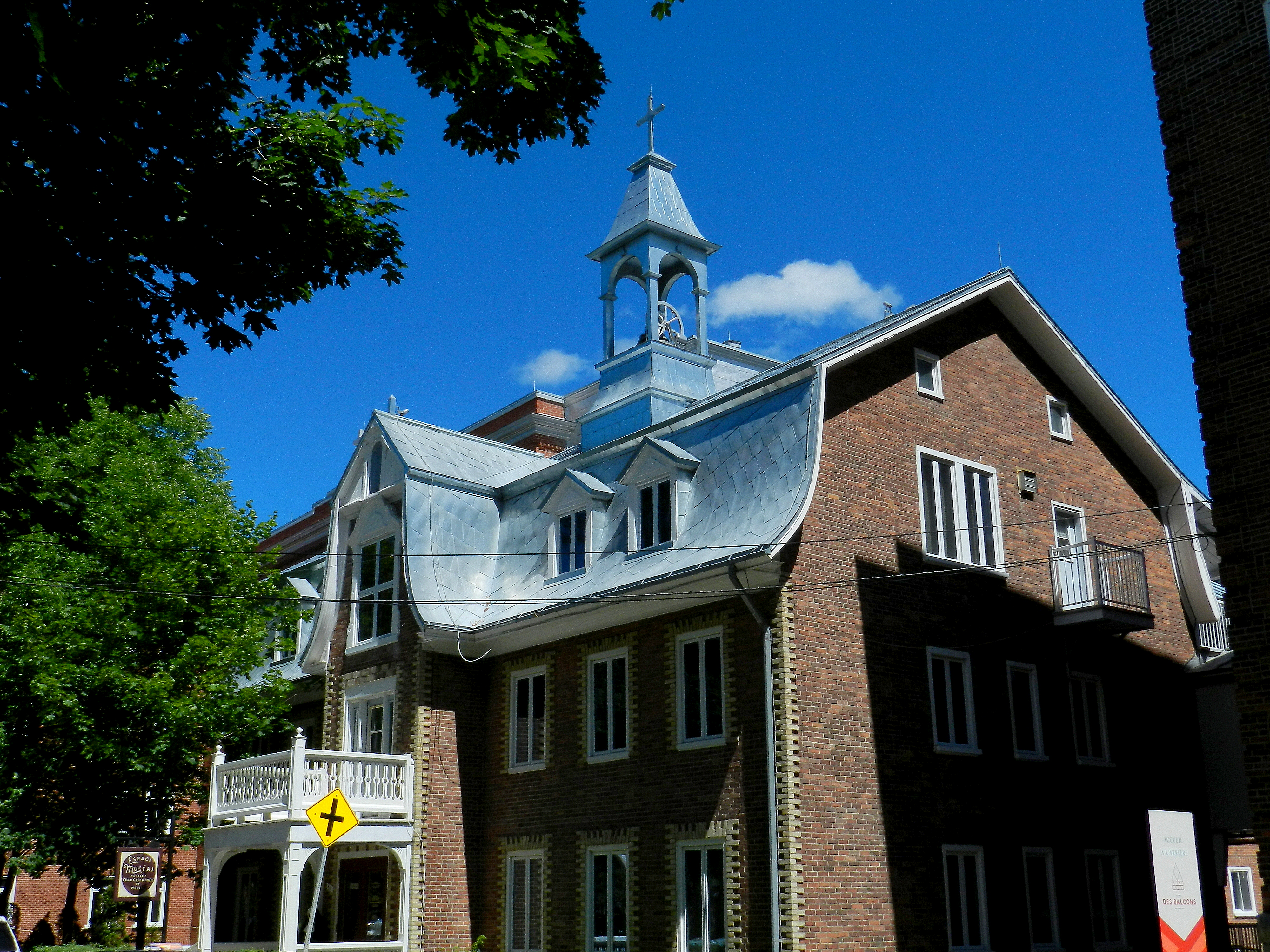
Vue latérale
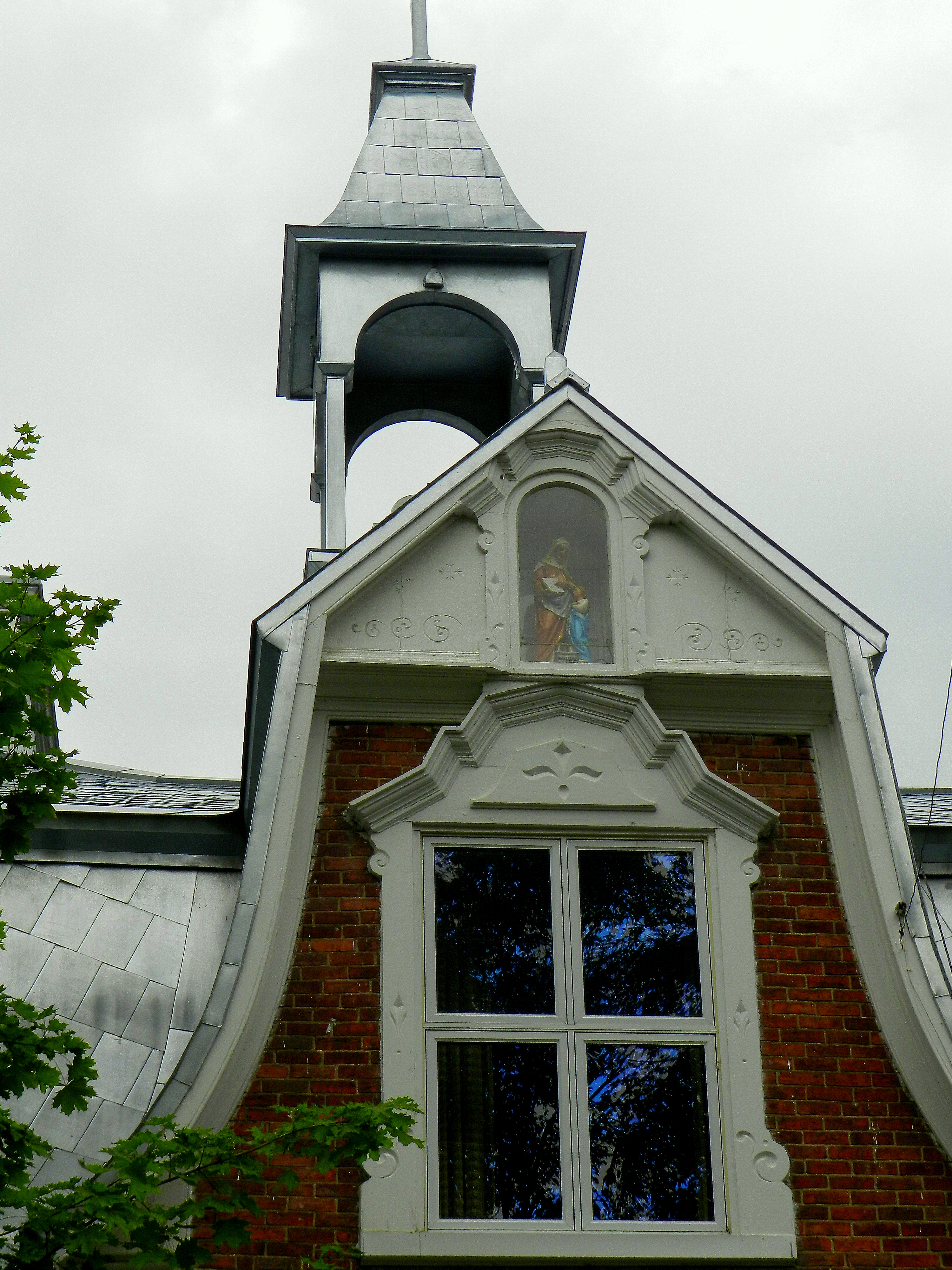
Lucarne et clocheton
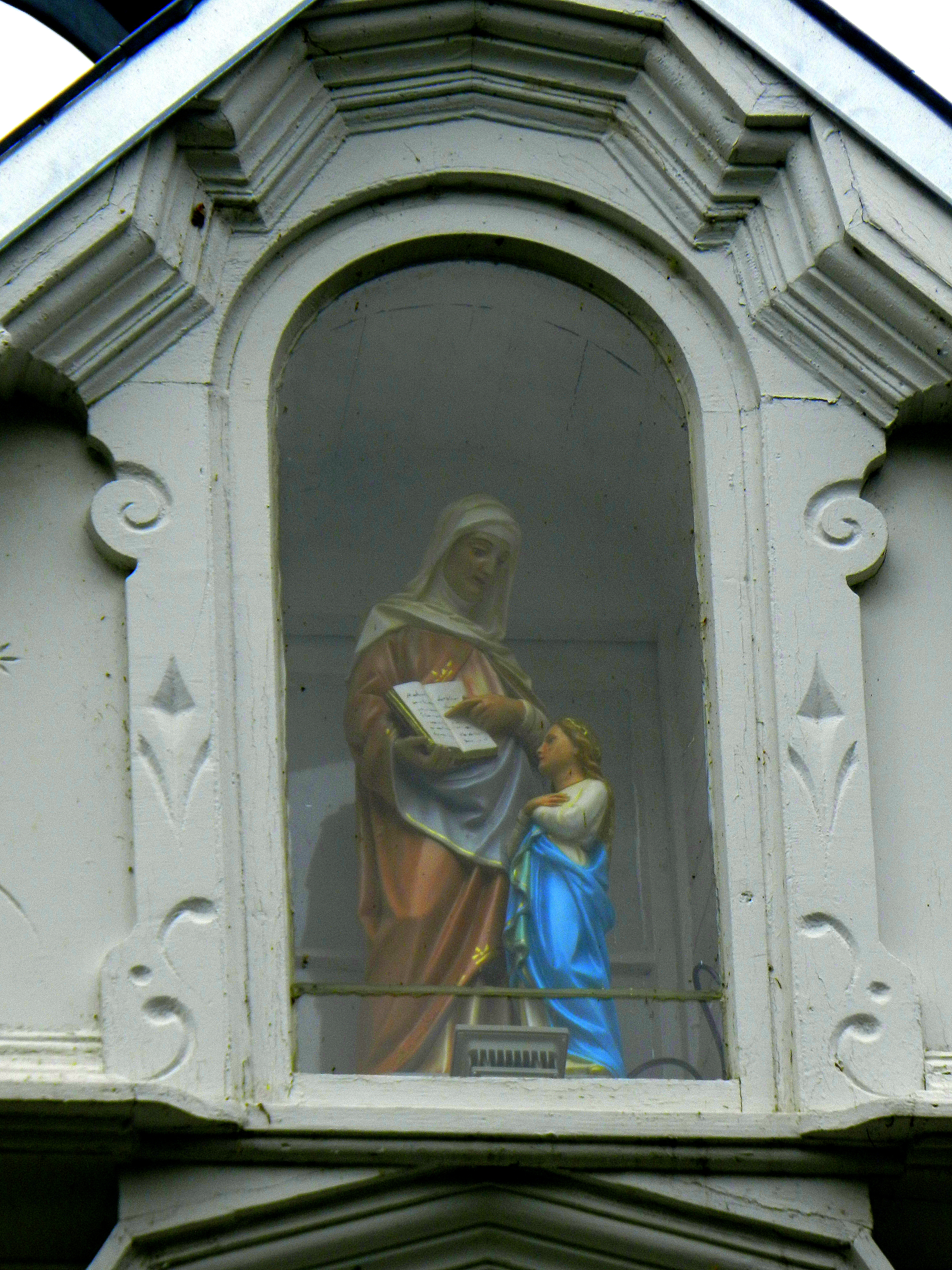
Statuette de sainte Anne dans une niche du fronton au-dessus de la lucarne
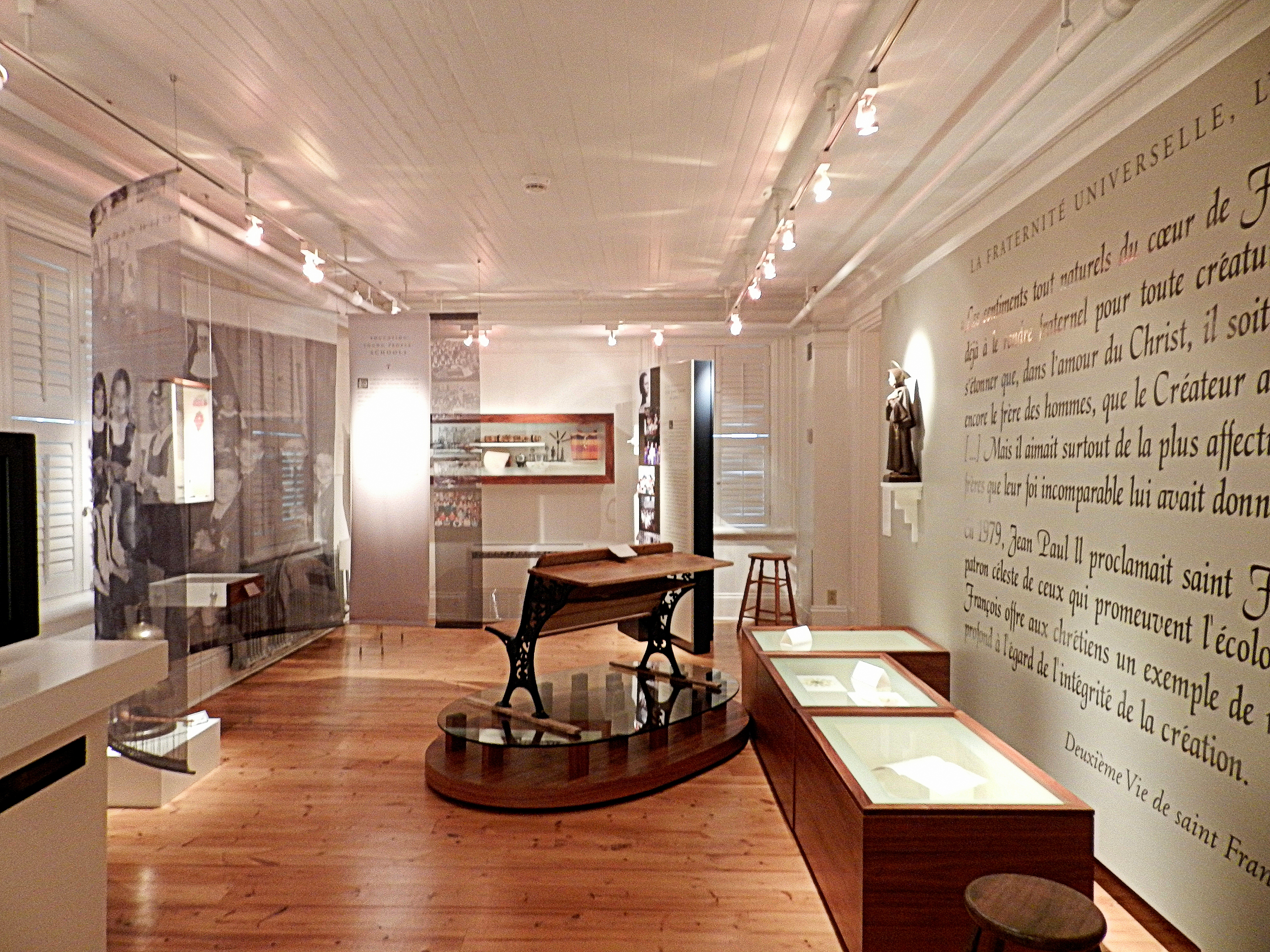
Une des salles d'exposition